# Rio Maracaí
O rio Maracaí é um curso de água que banha o estado de Mato Grosso do Sul, Brasil.
É um afluente do rio Paraná, pela margem direita.